# Heptadécagone
Un heptadécagone est un polygone à 17 sommets, donc 17 côtés et 119 diagonales.
La somme des angles internes d'un heptadécagone non croisé vaut 15π radians, soit 2 700 degrés.
Dans l'heptadécagone régulier convexe, chaque angle interne vaut donc 15π/17 rad, soit environ 158,82°.

## Heptadécagones réguliers
Un heptadécagone régulier est un heptadécagone dont les 17 côtés ont la même longueur et dont les angles internes ont même mesure. Il y en a huit : sept étoilés (les heptadécagrammes notés {17/k} pour k de 2 à 8) et un convexe (noté {17}). C'est de ce dernier qu'il s'agit lorsqu'on parle de « l'heptadécagone régulier ».

L'heptadécagone régulier et ses angles remarquables.

Les sept heptadécagones réguliers étoilés
{17/2}
{17/3}
{17/4}
{17/5}
{17/6}
{17/7}
{17/8}

## Construction à la règle et au compas

Étapes (64) de construction à la règle et au compas de l'heptadécagone par Gauss.

L'annonce de la construction à la règle et au compas de l'heptadécagone régulier a été faite par Carl Friedrich Gauss en 1796, et seulement dans un court article, Neue Entdeckungen, paru au numéro 66, du 1er juin 1796, de l'Intelligenzblatt der Allgemeinen Literatur-Zeitung de Iéna. Il fallut attendre cinq ans encore, avec la publication de ses Disquisitiones arithmeticae, pour découvrir la substance de cette construction (à l'article « Theorie von grösserem Umfange », en fin d'ouvrage).
Le sinus et le cosinus de l'angle {\displaystyle {\frac {\pi }{17}}} sont respectivement égaux à :
- {\displaystyle \sin {\frac {\pi }{17}}={\frac {1}{4}}{\sqrt {8-{\sqrt {2\left(15+{\sqrt {17}}-{\sqrt {2(17-{\sqrt {17}})}}+{\sqrt {2\left(34+6{\sqrt {17}}+{\sqrt {2(17-{\sqrt {17}})}}-{\sqrt {34(17-{\sqrt {17}})}}+8{\sqrt {2(17+{\sqrt {17}})}}\right)}}\right)}}}}} ;
- {\displaystyle \cos {\frac {\pi }{17}}={\frac {1-{\sqrt {17}}}{16}}+{\frac {\sqrt {17-{\sqrt {17}}}}{8{\sqrt {2}}}}+{\frac {1}{8}}{\sqrt {17+3{\sqrt {17}}+{\frac {1-{\sqrt {17}}}{\sqrt {2}}}{\sqrt {17-{\sqrt {17}}}}+4{\sqrt {2}}{\sqrt {17+{\sqrt {17}}}}}}}.

On peut déduire des calculs précédents une construction de l'heptadécagone régulier à partir d'un cercle donné de centre O:
- poser A et B sur le cercle tel que {\displaystyle ({\overrightarrow {OA}},{\overrightarrow {OB}})={\frac {\pi }{2}}}
- construire I tel que OI = 1/4OB
- construire E sur [OA] tel que {\displaystyle ({\overrightarrow {IO}},{\overrightarrow {IE}})={\frac {1}{4}}({\overrightarrow {IO}},{\overrightarrow {IA}})}
- construire F sur (OA) tel que {\displaystyle ({\overrightarrow {IE}},{\overrightarrow {IF}})=-{\frac {\pi }{4}}}
- construire le cercle de diamètre AF, il coupe [OB] en K
- le cercle de centre E et de rayon EK coupe (OA) en N3 et N5, avec N3 sur [OA]
- on construit P3 et P5, les projetés de N3 et N5 sur le cercle d'origine. Ces deux points sont deux sommets de l'heptadécagone, car {\displaystyle ON_{3}=\cos(6\pi /17)} et {\displaystyle ON_{5}=\cos(10\pi /17)}